# Rögnarödsko
Rögnarödsko, eller Skånsk röd boskap, är en linje av lantrasen av nötkreatur, Ringamålako.
Museimannen Håkan Hallander gav 1989 ut boken Svenska Lantraser och Riokonventionen om biologisk mångfald  trädde i kraft 1993. Jordbruksverket började då ge bidrag till olönsamma raser som löpte risken att dö ut. Fjällko och Rödkulla var redan kända, och på 1990-talet upptäcktes rester av ytterligare några gamla lantraser. Ragnarödsko upptäcktes av Gustav Larsson i Röstånga i en besättning i Färingtofta i Klippans kommun omkring 1990. Han kunde senare ta hand om sju–åtta av dem, innan de tvångsslaktades. Ragnarödskor är som andra lantraskor lättrörliga och klarar sig på magert bete. De ger inte mycket mjölk, men det blir mycket ost av mjölken, vilket kan ha hjälpt många människor att överleva vintern. 
Rögnarödslinjen ansågs ha stora likheter med ringamålakorna och har inlemmats under dessa. Det fanns 2018 ungefär 250 registrerade djur av ringamålako i Sverige i 18 besättningar, med de fyra undergrupperna från Ringamåla, Granemåla i Blekinge, Loshult i nordöstra Skåne och Rögnaröd inräknade, varav flertalet i Götaland och några i Svealand, inklusive en besättning på Stora Risten utanför Öregrund i Roslagen. De omkring åtta som betar i Ragnaröd är de enda som är kvar av den ursprungliga rögnarödskon.